# Braies
Braies (en alemán Prags) es una comuna italiana de la provincia autónoma de Bolzano, región de Bolzano, con cerca de 655 habitantes. Se extiende por un área de 89 km², teniendo una densidad de población de 7 hab/km². Hace frontera con Cortina d'Ampezzo, Dobbiaco, Marebbe, Monguelfo, Valdaora y Villabassa. En los límites de la comuna se sitúa el lago de Braies.

## Toponimia
El topónimo está documentado por primera vez entre los años 965 y 973 como Pragas o Prages, y puede ser de origen prerromano, quizás relacionado con el término barga ("cabaña").

## Demografía
| Gráfica de evolución demográfica de Braies entre 1861 y 2001 |
|                                                              |
| fuente ISTAT - elaboración gráfica de Wikipedia              |